# Rousset-les-Vignes
Rousset-les-Vignes is een gemeente in het Franse departement Drôme (regio Auvergne-Rhône-Alpes) en telt 283 inwoners (2004). De plaats maakt deel uit van het arrondissement Nyons.

## Geografie
De oppervlakte van Rousset-les-Vignes bedraagt 15,1 km², de bevolkingsdichtheid is 18,7 inwoners per km².

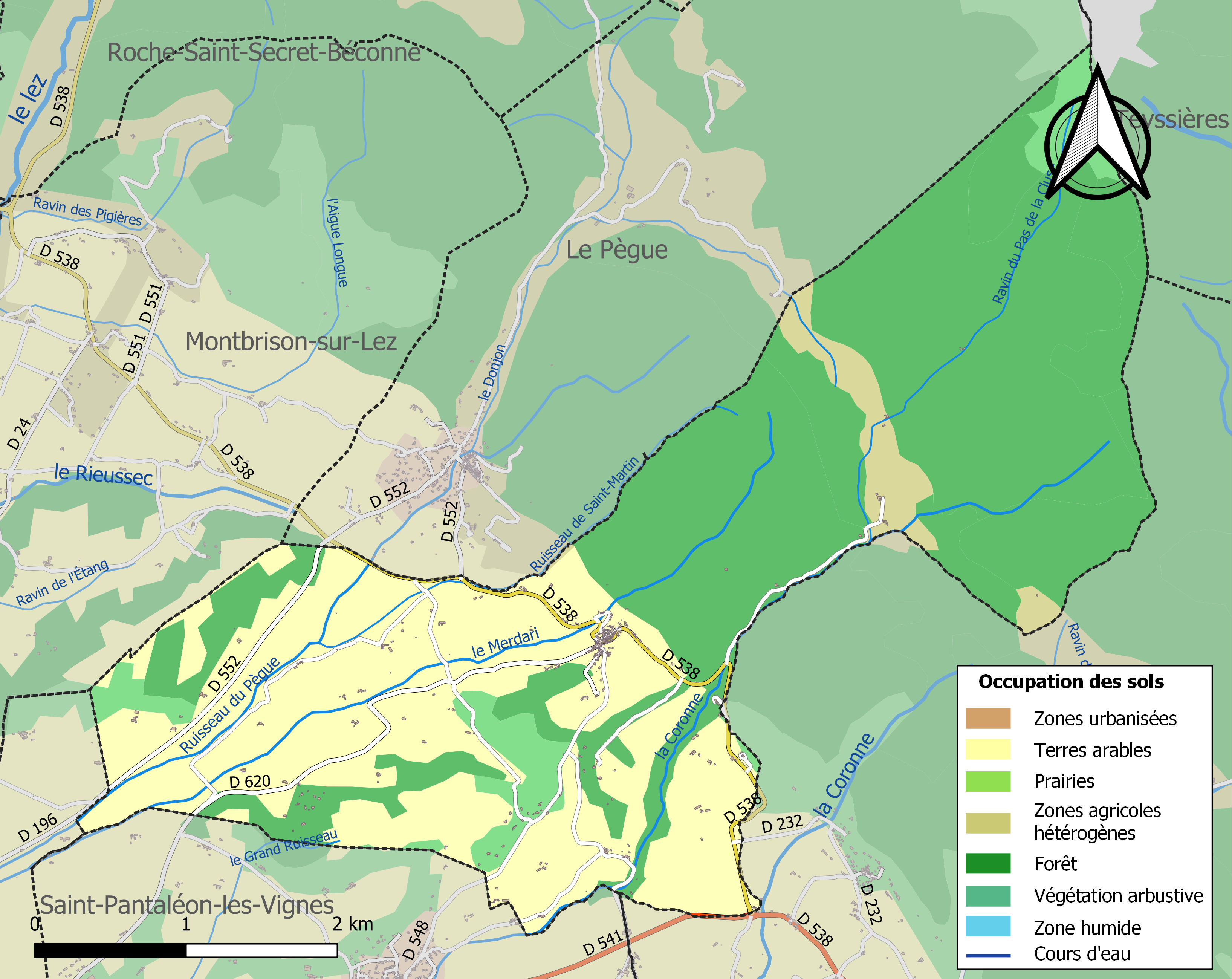
Kaart van de gemeente met belangrijkste infrastructuur, bodemgebruik en omliggende gemeenten

## Demografie
Onderstaande figuur toont het verloop van het inwonertal (bron: INSEE-tellingen).